# Geosystem
Geosystem – fragment przestrzeni geograficznej wyodrębniającej się z otoczenia pod względem przestrzennym i strukturalnym.
Jednostka wyższa od geokompleksów, które obejmują wyodrębniające się struktury przestrzenne. Geosystemy wyróżniane są na podstawie cech funkcjonalnych, geokompleksy zaś na podstawie cech strukturalnych. Geosystem jest też jednostką nadrzędną wobec ekosystemu, wyznaczanego w oparciu o kryteria biotyczne. Geosystem składa się z następujących komponentów: przypowierzchniowej warstwy powietrza, rzeźby terenu, stosunków wodnych, gleby, szaty roślinnej i fauny. W geosystemie analizowany jest obieg materii i energii w podziale na procesy warunkowane zjawiskami naturalnymi i wywołane działalnością człowieka.
Termin oznacza również globalny układ ekologiczny, obejmujący wszystkie ekosystemy światowe, jako wzajemnie powiązane i warunkujące się elementy.